# Moroni (Utah)
Pour les articles homonymes, voir Moroni.
La ville de Moroni est située dans le comté de Sanpete, dans l’État de l’Utah, aux États-Unis. Sa population s’élevait à 1 423 habitants lors du recensement de 2010, estimée à 1 482 habitants en 2016.

## Histoire
La localité a été fondée en 1859 par George Washington Bradley. Elle porte le nom de Moroni, un des prophètes du Livre de Mormon.

## Source
- (en) Cet article est partiellement ou en totalité issu de l’article de Wikipédia en anglais intitulé « Moroni, Utah » (voir la liste des auteurs).